# 小西工己
小西 工己（こにし こうき、1959年10月19日 - ）は日本の実業家。株式会社名古屋グランパスエイト代表取締役社長を務めた。

## 人物・経歴
山口県光市出身。山口大学教育学部附属光小学校、山口大学教育学部附属光中学校、山口県立光高等学校を経て、1982年東京外国語大学外国語学部フランス語学科卒業、トヨタ自動車工業（現トヨタ自動車）入社。長く公報を担当し、2007年トヨタインスティテュート部長。同年公報部長。2013年常務役員渉外・広報本部副本部長。2015年常務役員技術管理本部長。2016年常務役員Mid-size Vehicle Company Executive Vice President。同年常務役員総務・人事本部付。
この間、2014年から2017年までテレビ愛知取締役。2017年に1年でのJ1リーグ復帰を公約に名古屋グランパスエイト代表取締役社長に就任。同年豊田スタジアムでのJ1昇格プレーオフ決勝戦でJ1リーグ復帰が実現された。2025年名古屋グランパスエイトエグゼクティブアドバイザー。サポーターからの愛称は「コニタン」。